# Hans Stenberg (bandyspelare)
Hans ”Pudding” Stenberg, född 9 juli 1940, död 24 mars 2020, var en svensk  bandyspelare från Grycksbo.
Han spelade hela sin karriär i Grycksbo IF BK Bandy och var en av de mest målproduktiva spelarna. Han var med och förde Grycksbo upp i bandyallsvenskan 1963. Stenberg lade av med bandyn 1968. Han är begravd på Grycksbo kyrkogård.